# Carl Friedrich Kaltschmied

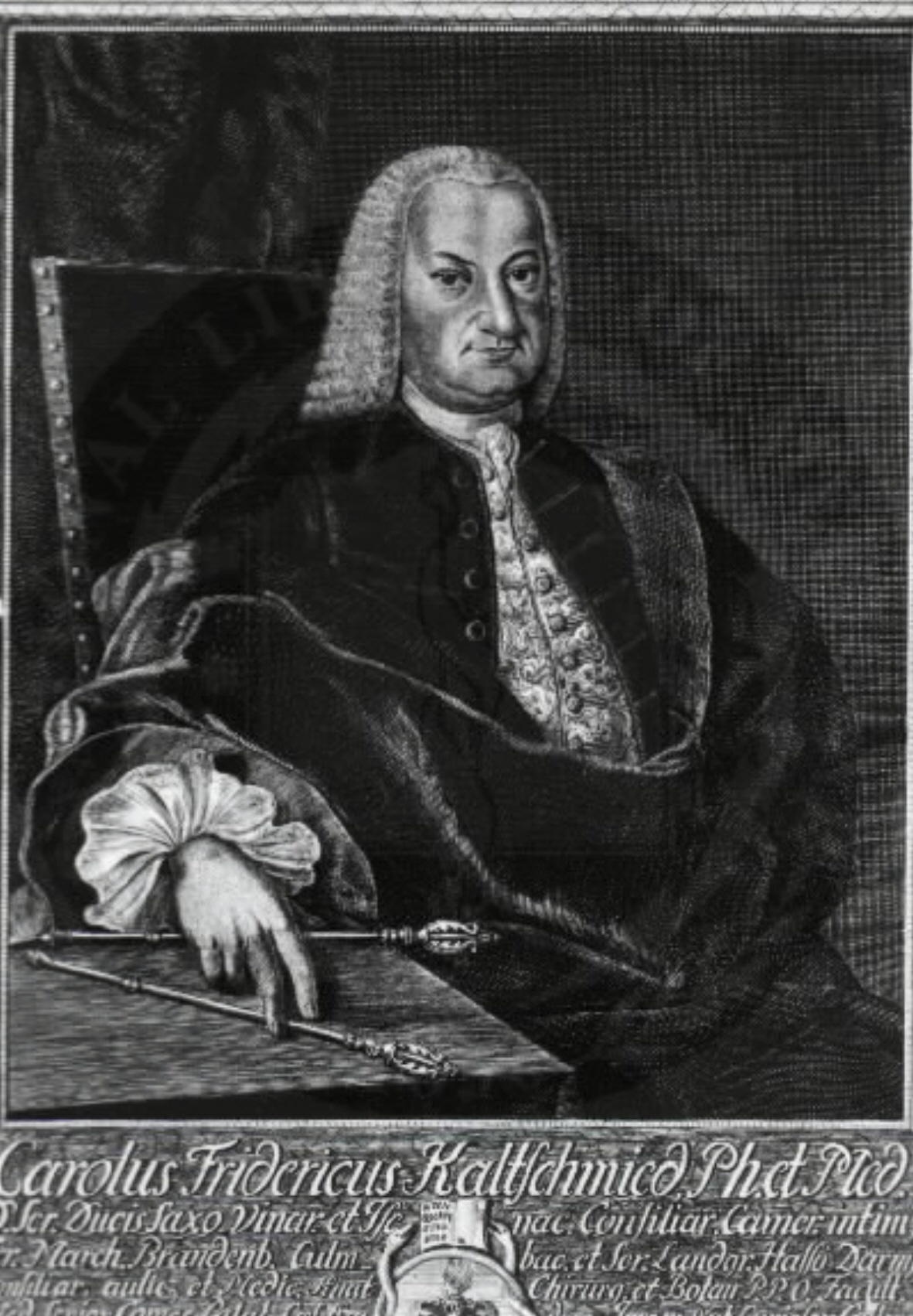
Carl Friedrich Kaltschmied

Carl Friedrich Kaltschmied (auch: Karl Friedrich Kaltschmied und Kaltschmid; * 21. Mai 1706 in Breslau; † 6. November 1769 in Jena) war ein deutscher Mediziner und Hochschullehrer. Er war herzoglich sachsen-weimarischer Geheimer Kammerrat sowie Professor der Anatomie, Chirurgie und Botanik an der Universität Jena.

## Leben
Carl Friedrich Kaltschmied wurde als Sohn des Kaufmanns und Obermühlenschreibers Christian Friedrich Kaltschmid und dessen Frau Eva Rosina Exner geboren. 1715 bezog er das Elisabethgymnasium in Breslau, welches unter der Leitung des Rektors Gottlob Kranz (1660–1733) stand.
Kaltschmied studierte ab 1726 zunächst Rechtswissenschaften an der Universität Jena, wandte sich dann der Medizin zu und wurde 1732 bei Hermann Friedrich Teichmeyer mit der Arbeit De cancro in specie mammarum promoviert.
1735 habilitierte er sich mit der Arbeit Disp. med. de vulnere hepatis curato, cum disquisitione in lethalitatem vulnerum hepatis. 1736 wurde er vom Herzog von Sachsen-Eisenach zum  Hofrat und Leibarzt ernannt. 1738 wurde er Professor extraordinarius der Universität Jena. Im Jahr 1745 wurde er zum Mitglied der Leopoldina gewählt.
1746 wurde er ordentlicher Professor für Medizin. Kaltschmid beteiligte sich auch an den organisatorischen Aufgaben der Hochschule und war in den Wintersemestern 1749, 1755, 1759, 1765 Rektor der Alma Mater.
1755 wurde er vom Herzog von Sachsen-Weimar zum Geheimen Kammerrat erhoben. Nach dem Tod von Hamberger, wurde er erster medizinischer Professor und erhielt er auch die Stelle eines Provincial-Physikus. Er war auswärtiger Beisitzer der Kur-Mainzer Akademie der nützlichen Wissenschaften, 1761 Mitglied der fürstlich teutschen Gesellschaft schöner und höherer Wissenschaften.

## Schriften (Auswahl)
- Diss. inaug. med. de Cancro, in specie mammarum. Jena 1732 (Präsens Hermann Friedrich Teichmeyer, Online)
- Verzeichniß von gesammelten Edelsteinen, HalbEdelsteinen und versteinerten Hölzern (…). Heller, Jena 1771 (Online)

### Begleitete Dissertationen
- Diss. inaug. med. de dysenteria. Jena 1748 (Resp. Johann Friedrich Arnold Vordanck, Online)
- Diss. inaug. med. de bezoardicorum et regiminis sudoriferi abusu in febribus stomachicis ac intestinalibus meseraicis etiam dictis. Jena 1748 (Resp. Johann Joseph Gnändl, Online)
- Diss. inaug. med. sistens casum de virgine nymphomania laborante. Jena 1748 (Resp. Carl August Heisterbergk, Online)
- Diss. inaug. med. de otalgia. Jena 1749 (Resp. Johann Christoph Friedrich Spillbiller, Online)
- Diss. inaug. med. de aquis medicatis Fachingensibus. Jena 1749 (Resp. Justus Conrad Wilhelm Morgen, Online)
- Diss. inaug. med. de fluore albo benigno. Jena 1749 (Resp. Johann Gottlieb Hentrich, Online)
- Diss. inaug. sistens arthritidem rationaliter demonstratam. Jena 1750 (Resp. Paul Jacob Kniper, Online)
- Diss. inaug. med. de morbis puerperarum. Jena 1750 (Resp. Johann Gottlieb Isaac (1724–1763), Online)
- Diss. inaug. med. chir. de partu caesareo. Jena 1750 (Resp. Johannes Franz Heusler, Online)
- Diss. inaug. med. de virginitate. Jena 1750 (Resp. Johann Benjamin Ross, Online)
- Diss. med. inaug. de inflammationibus febre acuta stipatis, s. de febribus inflammatoribus in genere. Jena 1759 (Resp. Karl Adam Jannau (1724–1760), Online)
- Diss. med.  inaug. de phthisi pulmonali, eiusque praeservatione. Jena 1751 (Resp. Philipp Bernhard Pettmann, Online)
- Diss. med. inaug. de scirrho. Jena 1751 (Resp. Carl Friedrich Kaltschmied (1706–1769), Online)
- Diss. med. inaug. de pleuritide vera atque spuria. Jena 1751 (Resp. Jacob Friedrich von Neufville, Online)
- Diss. med inaug. anat.-physiol. de sanguinis in venam portarum ingesti vera natura. Jena 1751 (Resp. Johann Friedrich Faselius (1721–1767), Online)
- Diss. inaug. med. sistens viduam XXX. annorum chlorosi laborantem. Jena 1752 (Resp. Martin Mysz, Online)
- Diss. inaug. de bilis interno et externo usu medico. Jena 1752 (Resp. Johann Friedrich Hufeland, Online)
- Diss. anat. inaug. sistens viam chyli ab intestinis ad sanguinem. Jena 1752 (Resp. Lebrecht Christoph David Mittelhäuser, Online)
- Dissertatio Medica Inavgvralis De Signis Graviditatis Certis. Jena 1752 (Resp. Johann Christoph Harres, Online)
- Diss. med. inaug. de ileo. Jena 1753 (Resp. Georg Christian Haybach, Online)
- Dissertatio inauguralis de adfectibus spasmodicis vagis. Jena 1754 (Resp. Samuel Christoph Ebart, Online)
- Diss. inaug. med. de vermibus et praecipue de specie illa vermium intestinalium, quam taeniam vocamus. Jena 1755 (Resp. Johann Heinrich Jänisch, Online)
- Diss. inaug. de methodo haemorrhagias vulnerum sistendi optima. Jena 1756 (Resp. Simon Heinrich Ernst Wistinghausen, Online)
- Diss. inaug. med. de gravidarum morbis. Jena 1756 (Resp. Carl Maria von Weber, Online)
- Diss. inaug. med. de phrenitide. Jena 1756 (Resp. Christoph Friedrich Gerding, Online)
- Diss. inaug. med. de caussis et effectibus plethorae. Jena 1756 (Resp. Johann David Grau, Online)
- Diss. inaug. med. de febribus intermittentibus et speciatim de tertiana simplici. Jena 1756 (Resp. Carl Friedrich Rehfeld, Online)
- Diss. inaug. med. de necessaria foetus in omni partu praeternaturali, qui a situ foetus vitiato dependet, versione, cum suis cautelis. Jena 1756 (Resp. Christian Chernel, Online)
- Diss. inaug. med. de plethora in sensu medico semper spuria. Jena 1757 (Resp. Franz Gottfried Fischer, Online)
- Diss. inaug. med. sistens Effectus salium sanguini inhaerentium tam naturales quam praeternaturales una cum medela generali horum effectuum praeternaturaliamque. Jena 1757 (Resp. Jeremia Daniel Brebiz, Online)
- Diss. inaug. med. de febre quartana intermittente. Jena 1757 (Resp. Johann Gottfried Barendt, Online)
- Diss. inaug. med. sistens Varia Partus Impedimenta ex capitis vitio. Jena 1757 (Resp. Heinrich Landis, Online)
- Diss. inaug. med. sistens casum de haemorrhoidibus coecis in ulcus vesicae urinariae mutatis. Jena 1757 (Resp. Georg Christian Herrmann, Online)
- Diss. inaug. med. de vera causa variolarum generali. Jena 1758 (Resp. Wilhelm Philipp Sarnighausen, Online)
- Diss. inaug. med. de istis Mercurii partibus, quae imprimis miasma venereum, in corpore haerens, destruere valent. Jena 1758 (Resp. Christlieb Lebrecht Alberti, Online)
- Diss. inaug. de convulsionibus ex atra bile. Jena 1758 (Resp. Johann Gottfried Beumelburg (1733-), Online)
- Diss. inaug. med. atrophiae pathologiam sistens. Jena 1758 (Resp. Anton Truhart, Online)
- Diss. inaug. med. theses exhibens nonnullas de inflammationibus in genere consideratis. Jena 1758 (Resp. Matrin Stähelin, Online)
- Diss. inaug. med. de Phthisi. Jena 1759 (Resp. Georg Michael Herrmann, Online)
- Diss. inaug. med. de pleuritide vera. Jena 1759 (Resp. Ludwig Leonard Bader, Online)
- Diss. inaug. med. de vomicis. Jena 1759 (Resp. Carl Godofred Gerber, Online)
- Diss. inaug. med. de morbis periostei. Jena 1759 (Resp. Johann Christoph Buch, Online)
- Diss. inaug. med. de angina inflammatoria. Jena 1759 (Resp. Johann Joachim Wewetzer, Online)
- Diss. med. inaug. de haemorrhagia uteri post partum nimia, seu fluxu lochiorum immodico. Jena 1759 (Resp. Johann Georg Schmidt (1738-), Online)
- Diss. inaug. med. de salivatione mercuriali : seu indubio praeservationis et curationis remedio adversus rabiem caninam. Jena 1760 (Resp. Immanuel August Friedrich Bertram, Online)
- Diss. inaug. med. de genuina febres continuas curandi ratione in universum. Jena 1760 (Resp. Johann Conrad Dencker, Online)
- Dissertatio Physiologico-Medica Inavgvralis De Absorptione. Jena 1760 (Resp. Franz Peter Emcken, Online)
- Diss. inaug. med. de regimine gravidarum. Jena 1760 (Resp. Johann Christian Döring (1736-), Online)
- Dissertatio inauguralis medica sistens tympanitae pathologiam. Jena 1760 (Resp. Johann Gottfried Bolmann, Online)
- Diss. inaug. med. de cholera. Jena 1760 (Resp. Friedrich Gotthold Dürr, Online)
- Diss. inaug. chem.-med. de putredine, eiusque effectibus in corpore humano. Jena 1760 (Resp. Johann Friedrich Poppo Bühner, Online)
- Diss. inaug. med. de cacochymia pituitosa. Jena 1760 (Resp. Georg Andreas Runge, Online)
- Diss. inaug. med. de haemorrhoidibus coecis. Jena 1760 (Resp. Gottlieb Heinrich Christian Baumann Online)
- Diss. inaug. med. de intestinorum inflammatione seu enteritide. Jena 1760 (Resp. Johann Conrad Sälzer, Online)
- Diss. inaug. med. de prognosi status morbosi rite formanda. Jena 1761 (Resp. Martin Friedrich Henrici, Online)
- Diss. inaug. med. de medicamentorum consolidantium modo agendi et usu. Jena 1761 (Resp. Benjamin Traugott Cotta, Online)
- Diss. inaug. med theoriam passionis hystericae proponens. Jena 1762 (Resp. Johann Friedrich Herr, Online)
- Diss. inaug. med. de herniis, speciatim oscheocele vera. Jena 1762 (Resp. Johann Christian Siebeck, Online)
- Diss. inaug. pract. med. de symptomatibus urgentibus in febribus malignis. Jena 1762 (Resp. Christian Jacob von Friz (1724-), Online)
- Diss. inaug. med. de partu cum haemorrhagia uterina coniuncto. Jena 1762 (Resp. Johann Andreas Schaubach, Online)
- Diss. inaug. med. de sugillatione, a causa interna orta. Jena 1763 (Resp. Gottlieb Friedrich Stuss, Online)
- Diss. inaug. med. de natura sulphuris antimonii aurati et hinc dependente virtute emetica eiusdem. Jena 1763 (Resp. Wessel Lümmen, Online)
- Diss. inaug. med. leg. de lethalitate vulnerum capitis in infantibus recens natis. Jena 1769 (Resp. Elias Theodor von Hessling (1744–1840), Online)

### Programme
- Progr. ausp. de necessitate extirpationis chir. herniarum spurear. maiorum, imprimis hydroceles et sarcoceles vel hydrosarcoceles. Jena 1749 (Dekanatsprogramm zur Promotion für Johann Gottlob Leisner, Online)
- Programma auspicale de chirurgia medicis vindicata et necessitate reliquarum medicinae partium ad chirurgum perfectum. Jena 1749 (Dekanatsprogramm zur Promotion von Johann Gottlieb Hentrich, Online)
- Programma de oculo ulcere cancroso laborante feliciter extirpato, antea adstringentibus intempestive adhibitis. Jena 1749 (Dekanatsprogramm zur Promotion von Johann Benedict Morgenstern, Online)
- Progr. inaug. de variis praeternaturalibus, in sectione cadaveris inventis. Jena 1751 (Dekanatsprogramm zur Promotion von Jacob Friderich von Neufville, Online)
- Pr. inaug. de hernia incarcerata, exulcerata cuvesica : ita ut faeces et urina ex rupto perinaeo profluerent, aegro per 17 annos conservato. Jena 1751 (Dekanatsprogramm zur Promotion Johannes Friedrich Faseli, Online)
- Programma inaug. de experimento pulmonum infantis aquae iniestorum : adiecta observatione anatomica de dextro infantis lobo aquae immisso supernatante, sinistro fundum petente. Jena 1751 (Dekanatsprogramm zur Promotion von Johann Christoph Päzel, Online)
- Propemticon Inavgvrale De Casv Partvs Difficilis, Vbi Infanticidivm Licitvm est. Jena 1751 (Dekanatsprogramm zur Promotion von Paul Conrad Jessen, Online)
- Progr. inaug. de necesscitate exsecandi foetum ex gravida mortua. Jena 1752 (Dekanatsprogramm zur Promotion von Martin Mysz, Online)
- Pr. inaug. de tumore scirrhoso trium cum quadrante librarum glandulae parotidis extirpato. Jena 1752 (Dekanatsprogramm für Johann Friedrich Schickard, Online)
- Progr. inaug. de raro coalitu hepatis et lienis, in cadavere invento. Jena 1752 (Dekanatsprogramm zur Promotion von Johann Friedrich Hufeland (1730–1787), Online)
- Pr. inaug. de hydrocephalo interno rarae magnitudinis. (Dekanatsprogramm zur Promotion von Lebrecht Christoph Daniel Mittelhäuser, Online)
- Progr. de mola scirrhosa in utero inverso extirpata. Jena 1754 (Dekanatsprogramm zur Promotion von Moritz Casimir Wenneber, Online)
- Progr. inaug. de raro paedarthocaces casu. Jena 1755 (Dekanatsprogramm zur Promotion für Johann David Mair, Online)
- Progr. inaug. de uno rene in cadavere invento. Jena 1755 (Dekanatsprogramm zur Promotion von Johann Heinrich Jänisch, Online)
- Progr. inaug. de perversa seculi nostri diaeta. Jena 1756 (Dekanatsprogramm zur Promotion von Johann David Grau, Online)
- Progr. inaug. de raro casu, ubi intestinum rectum in vesicam urinariam insertum fuit. Jena 1756 (Dekanatsprogramm zur Promotion von Carl Friedrich Rehfeld, Online)
- Progr. inaug. de aegro inflammatione ventriculi de mortuo calculis post mortem renum et vericulae felleae rarae magnitudinis et figurae per sectionem detectis. Jena 1757 (Dekanatsprogramm zur Promotion von Georg Christian Herrmann, Online)
- Progr. De Situ corporis erecto excedente santitati contrario. Jena 1759 (Dekanatsprogramm zur Promotion von Georg Michael Herrmann, [Online])
- Progr. de intestino in hernia incarcerata a chirurgo incaute laeso. Jena 1759 (Dekanatsprogramm zur Promotion von Carl Gottfried Gerber, Online)
- Progr. inaug. de necessitate partus caesarei instituendi in omnibus gravidis mortuis. Jena 1760 (Dekanatsprogramm zur Promotion von Heinrich Christian Helwig, Online)
- Progr. inaug. de parte ossis humeri extirpata, brachio tamen post consolidationem integram servante longitudinem. Jena 1761 (Dekanatsprogramm zur Promotion von Benjamin Traugott Cottae, Online)
- Progr. inaug. de raro phthiseos curatae casu. Jena 1761 (Dekanatsprogramm zur Promotion von Johann Theodor Köhler, Online)
- Progr. inaug. de extirpato scirrho in labio sinistro vulvae, eum monito, emollientia in tumoribus inflamatis duris praestare resolventibus. Jena 1762 (Dekanatsprogramm zur Promotion von Johann Friedrich Herr, Online)
- Pr. inaug. de restituto per varias operationes subpraefecto militum post vulnera antehac infelici successu curata. Jena 1762 (Dekanatsprogramm zur Promotion von Johann Christian Siebeck, Online)